# Kathleen McGrath
Kathleen Anne McGrath (* 4. Juni 1952 in Columbus, Ohio; † 26. September 2002 in Bethesda, Maryland) war Offizierin der United States Navy. Als erste Frau kommandierte sie von Dezember 1998 bis September 2000 eine Fregatte, die Jarrett.

## Leben
Kathleen McGrath war das älteste von sechs Kindern eines Piloten der US Air Force. Nach einem Studium der Umweltwissenschaften an der California State University, Sacramento, das sie 1975 mit dem Bachelor-Grad abschloss, arbeitete sie zunächst für den United States Forest Service. 1980 meldete sie sich zur US Navy und diente nach Abschluss ihrer Offiziersausbildung ab 1983 auf verschiedenen Schiffen. 1987 machte sie einen Master-Abschluss in Educational Management an der Stanford University. Am 18. Dezember 1998 wurde sie Commander der USS Jarrett und befehligte das Schiff während eines sechsmonatigen Einsatzes im Persischen Golf. Nach ihrer turnusgemäßen Ablösung wurde sie zur Joint Advanced Warfighting Unit in Alexandria (Virginia) versetzt.
Im Mai 2002 wurde sie zum Captain befördert, im August 2002 schied sie aus Krankheitsgründen aus dem Dienst aus. Sie starb an einer Krebserkrankung und wurde auf dem Nationalfriedhof Arlington mit militärischen Ehren beigesetzt. Sie war verheiratet und hatte zwei Adoptivkinder.
Sie wurde mit dem Orden Legion of Merit und viermal mit der Meritorious Service Medal ausgezeichnet.